# Antonio Blanco (football)
Pour les articles homonymes, voir Blanco et Antonio Blanco.
Antonio Blanco, né le 23 juillet 2000 à Montalbán de Córdoba en Espagne, est un footballeur international espagnol qui évolue au poste de milieu central au Deportivo Alavés.

## Biographie

### En club
Né à Montalbán de Córdoba, à l'est de la capitale espagnole, Antonio Blanco rejoint le Real Madrid en 2013 après avoir été repéré lors d'un tournoi régional avec son club de Seneca. Parfois comparé à Luka Modrić par son style de jeu, il devient très vite un membre important des différentes équipes de jeunes du Real où il est considéré comme l'un des grands espoirs du club. En 2017, le quotidien The Guardian le place dans une liste des 60 meilleurs jeunes talents nés en 2000.
Antonio Blanco remporte l'UEFA Youth League lors de la saison 2019-2020, en étant titulaire au milieu de terrain lors de la finale remportée face au Benfica Lisbonne (2-3).
Il joue son premier match avec l'équipe première du Real Madrid le 18 avril 2021 face au Getafe CF, en Liga. Il entre en jeu à la place de Rodrygo et les deux équipes se séparent sur un score nul et vierge de 0-0,.
Le 24 novembre 2021, Antonio Blanco joue son premier match de Ligue des champions contre le FC Sheriff Tiraspol. Il entre en jeu à la place de Casemiro lors de cette rencontre remportée par son équipe sur le score de trois buts à zéro.
Le 18 août 2022, Antonio Blanco est prêté pour une saison au Cádiz CF. En janvier 2023, son prêt est résilié pour être envoyé du côté du Deportivo Alavés, toujours sous la forme d'un prêt.
Il joue son premier match pour le Deportivo Alavés le 17 janvier 2023, lors d'une rencontre de coupe d'Espagne face au Séville FC. Il entre en jeu et son équipe s'incline (0-1 score final).
Le 25 juillet 2023, Antonio Blanco s'engage définitivement avec le Deportivo Alavés. Il signe un contrat courant jusqu'en juin 2027.

### En sélection nationale
Avec les moins de 17 ans, il participe au championnat d'Europe des moins de 17 ans en 2017. Lors de cette compétition organisée en Croatie, il officie comme titulaire et joue six matchs. Il se met en évidence en inscrivant un but contre la Croatie en phase de groupe. L'Espagne remporte le tournoi en battant l'Angleterre en finale, après une séance de tirs au but.
Il dispute ensuite quelques mois plus tard la Coupe du monde des moins de 17 ans qui se déroule en Inde. Lors du mondial junior, il est une nouvelle fois titulaire et prend part à six matchs. L'Espagne atteint la finale du tournoi, en s'inclinant face à l'Angleterre, qui prend sa revanche.
Avec les moins de 19 ans, il participe au championnat d'Europe des moins de 19 ans en 2019. Lors de cette compétition organisée en Arménie, il joue quatre matchs, dont la finale que l'Espagne remporte en battant le Portugal. Il ne joue en revanche pas la demi-finale contre l'équipe de France, à cause d'une accumulation de cartons jaunes. Grâce à ses prestations remarquées, Antonio Blanco figure dans l'équipe type du tournoi.
Il honore sa première sélection en équipe d'Espagne le 8 juin 2021 face à la Lituanie, rentrant en jeu lors de la 54e minute de cette rencontre amicale. Cette rencontre est particulière en raison de l'équipe essentiellement composée d'espoirs à cause de cas de Covid-19 dans l'effectif espagnol ; cette équipe remportera néanmoins la rencontre sur le score de 4 à 0,.

## Palmarès

### En équipe nationale
Espagne moins de 17 ans
- Championnat d'Europe des moins de 17 ans
  - Vainqueur : 2017.
- Coupe du monde des moins de 17 ans
  - Finaliste : 2017.

 Espagne moins de 19 ans
- Championnat d'Europe des moins de 19 ans
  - Vainqueur : 2019.

### En club
Real Madrid
- UEFA Youth League
  - Vainqueur : 2019-20.
- Ligue Des Champions

Vainqueur : 2021-2022